# Grudziądz
Grudziądz (en alemany: Graudenz) és una ciutat del nord de Polònia situada en el riu Vístula, amb 96.042 habitants (2010). La ciutat forma part del Voivodat de Cuiàvia i Pomerània des del 1999, la ciutat estava anteriorment en el Voivodat de Toruń (1975-1998).